# George Rickey

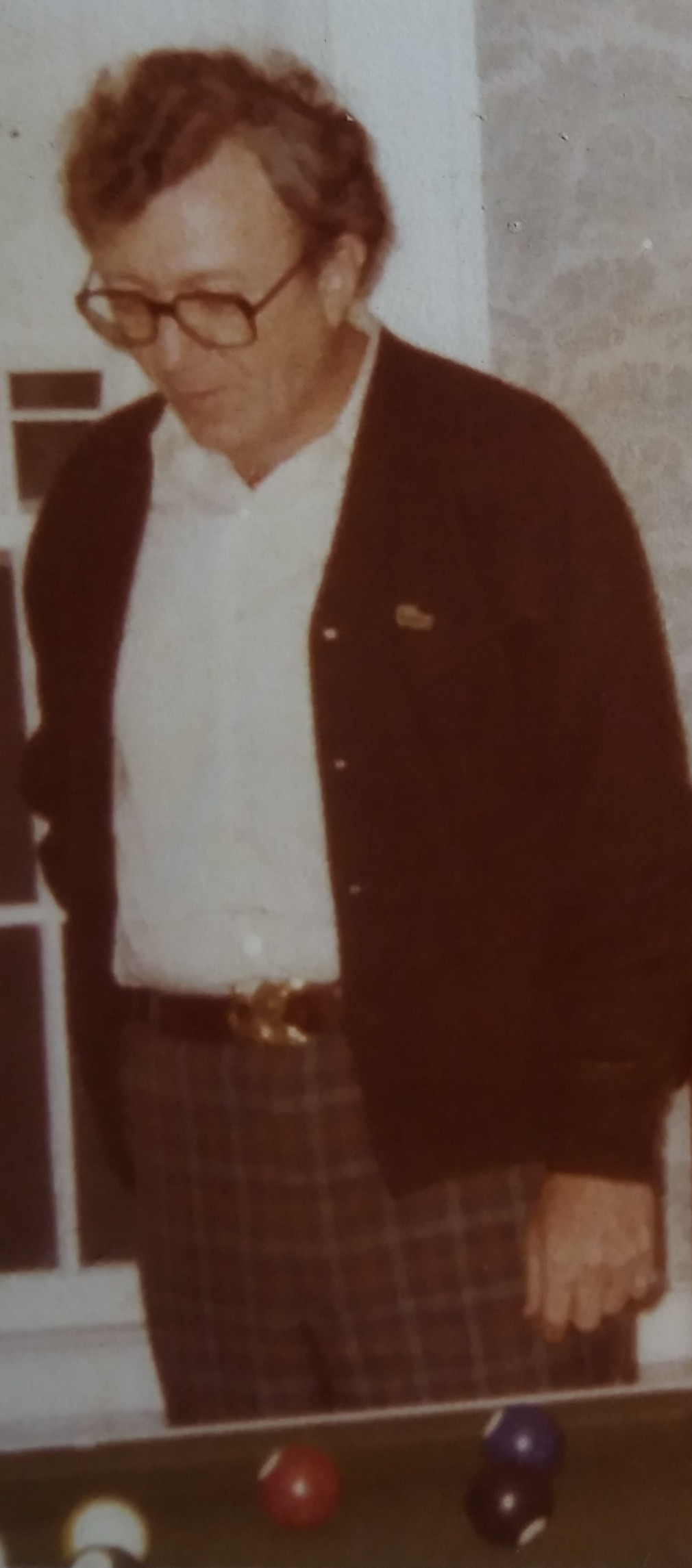
George Rickey

„Vier Vierecke im Geviert“

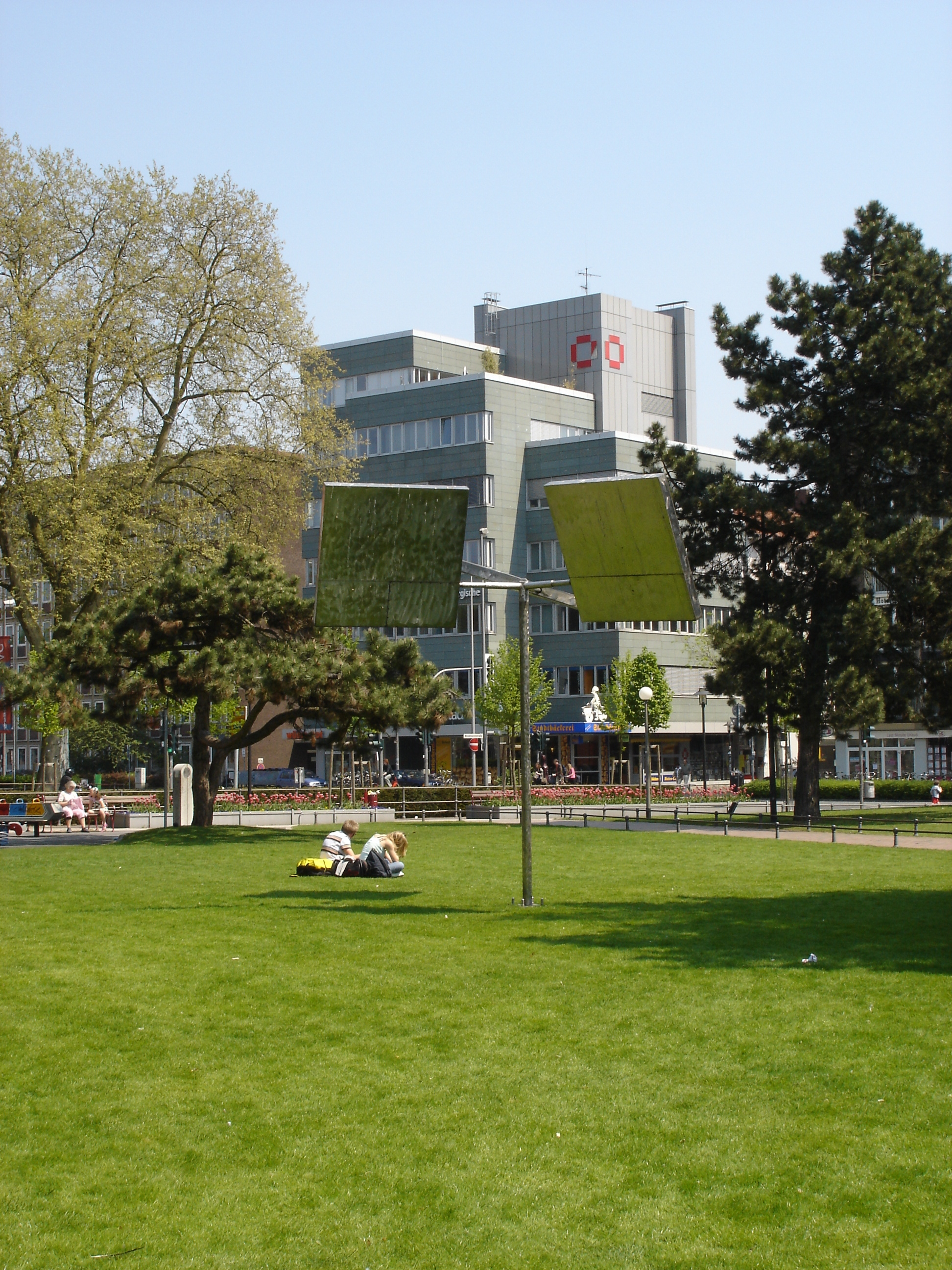
George Rickey, Drei rotierende Quadrate (1973), Engelenschanze an der Promenade in Münster, Westfalen, Foto: 2006

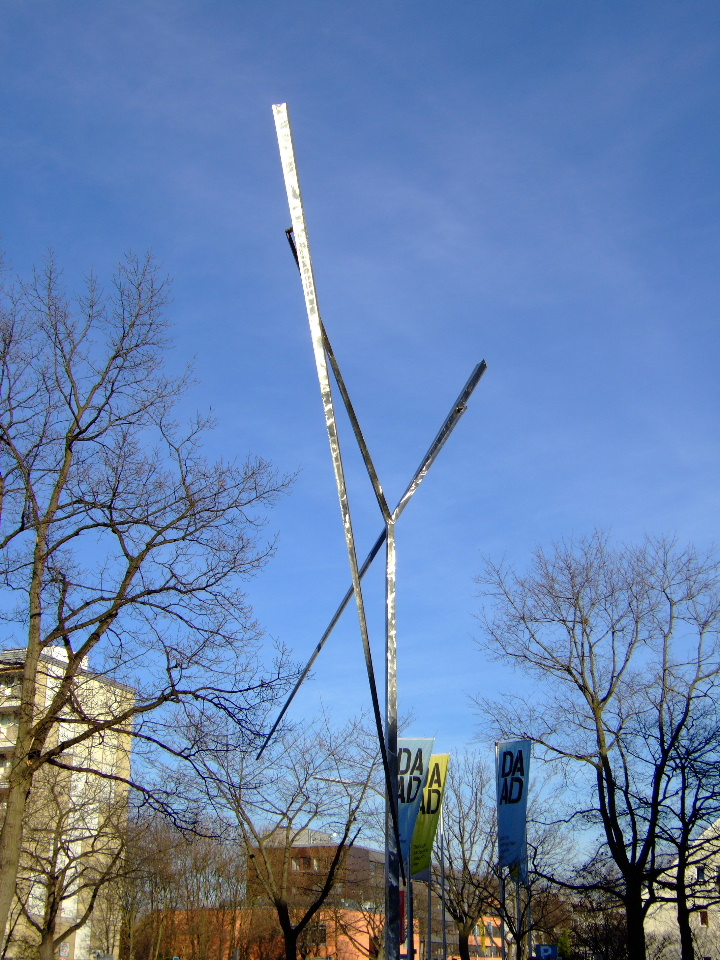
Two lines oblique

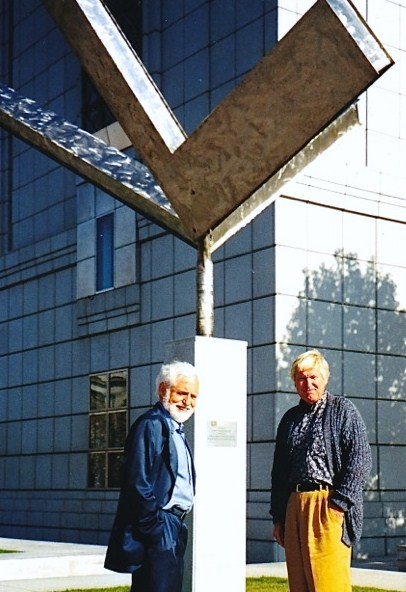
Carl Djerassi und Claus Spahn, 2000 bei Dreharbeiten, vor einer Skulptur von George Rickey, die Djerassi der Bibliothek von San Francisco geschenkt hat.

George Warren Rickey (* 6. Juni 1907 in South Bend, Indiana; † 17. Juli 2002 in Saint Paul, Minnesota) war ein US-amerikanischer Bildhauer.

## Leben
Rickey wuchs in Helensburgh, in Schottland, auf und besuchte dort das Glenalmond College. In Oxford studierte er Geschichte. Er reiste durch Europa und studierte in Paris Kunst. Danach kehrte Rickey in die USA zurück und wurde dort Lehrer. Sein Schwerpunkt war Malerei. Er selbst zeichnete Porträts. 1942 trat Rickey in die US-Army ein und arbeitete als Ingenieur in den Forschungsabteilungen für Flugzeuge und Waffensysteme. Nach seiner Entlassung aus der Armee studierte er Kunst an der New York University, dem New Yorker Institute of Fine Arts und schließlich in Chicago am Chicago Institute of Design. Danach lehrte George Rickey an verschiedenen Colleges. Er ging an die Indiana University, wo er David Smith traf, dessen Skulpturen ihn aufgrund ihres Materials (Edelstahl), ihrer Bearbeitung (Oberflächentextur) und ihrer Formensprache (geometrische und stereometrische Elemente) beeinflussten.

## Künstlerische Arbeit
Im Bereich der bildenden Kunst vor allem des 20. Jahrhunderts gibt es – nach vielen Vorläufern in der Antike, der Renaissance, dem Barock und dem 19. Jahrhundert – verschiedene ästhetisch anspruchsvolle Ansätze für eine metaphorische Darstellung des Prinzips der permanenten Bewegung künstlerischer Formen ohne künstliche Energie. Angeregt durch die kinetischen Plastiken von Alexander Calder, den von Marcel Duchamp mit Mobile bezeichneten frei beweglichen Metallplastiken der 30er Jahre, arbeitete Rickey ab 1945 an seinen ersten Mobiles. 1951 wurde seine erste kinetische Plastik in der Gruppenausstellung American Sculpture im Metropolitan Museum of Art gezeigt. Seit dieser Zeit gehört er zu den wichtigsten Vertretern der Kinetischen Kunst.
Die meisten seiner kinetischen Plastiken bestehen aus einem vertikalen Metallstab, an dessen oberen Teil – vergleichbar einer Baumkrone – frei bewegliche stereometrische oder nadelartige ausgebildete Formelemente mit Hilfe von Stahlstäben und speziellen Kugellagern so befestigt sind, dass sie bei geringstem Luftzug eine nicht nachvollziehbare Vielfalt von Bewegungsabläufen vollführen, ohne dass sich die plastischen Elemente dabei berühren. Rickey zeigt unter Einsatz hochentwickelter Technik und unter Nutzung der unsichtbaren Naturkräfte Schwerkraft und Windkraft in lyrisch-spielerischer Weise, wie sich Bewegung ohne eine elektrotechnische Energiequelle manifestieren kann.
Rickey wurde 1964 zur documenta III, 1968 zur 4. documenta und 1977 zur documenta 6 in Kassel eingeladen. Im Jahr 1965 erwarb das Museum of Modern Art New York die zuvor auf der documenta III gezeigte Grossplastik Two Lines - Temporal I (1964). Nach der documenta III arbeitete er viele Jahre in Berlin und bereitete von dort aus seine Ausstellungen in Europa vor. In den Jahren 1968 und 1969 war er Stipendiat des Deutschen Akademischen Austauschdienstes (DAAD) in Berlin. In dieser Zeit entstanden in mehrere Werke, von denen einige noch heute in Berlin zu sehen sind. 1967 publizierte er seine Textsammlung Constructivism – Origins and Evolution, das einen großen Überblick über konstruktivistische Kunst und geometrische Abstraktion bis zur Kinetik gibt.
Die öffentliche Empörung 1973, als die Stadt Münster Rickeys Skulptur Drei rotierende Quadrate für 130.000 DM kaufen wollte, war ein Grund für die späteren Kuratoren, 1977 die Ausstellung Skulptur Projekte ins Leben zu rufen. Die 1975 von der Westdeutschen Landesbank erworbene und Münster geschenkte Skulptur steht dort noch heute. 1974 wurde Rickey in die American Academy of Arts and Letters gewählt. Im Jahr 1983 erwarb die Kunsthalle Mannheim die kinetische Wandplastik Two Open Triangles up Wall II (1982). Im Jahr 1987 wurden seine Werke in der Galerie Roswitha Haftmann Modern Art, Zürich ausgestellt. 2016 stiftete ein Förderer dem Städelschen Kunstinstitut Frankfurt die Freiplastik Four Lines Oblique Gyratory (1972) als Hommage an Max Hollein.
In den 1990er Jahren übernahm Rickey eine Professur für Bildhauerei am Rensselaer Polytechnic Institute in Troy, New York. In diesen Jahren entstanden die meisten seiner Werke in seinem New Yorker Studio in East Chatham. Im Jahr 1979 fand eine große Retrospektive der Werke Rickeys im Solomon R. Guggenheim Museum, New York City statt. Die letzte große Präsentation seiner Plastiken George Rickey: Kinetic Sculpture, A Retrospective, verbunden mit einem umfangreichen Katalog, wurde 2007 im Vero Beach Art Museum durchgeführt.
Seine letzten Jahre verbrachte George Rickey in Kalifornien in der Nähe von Santa Barbara und in Saint Paul (Minnesota). Die National Academy of Design wählte George Rickey 2001 zum Mitglied (NA).
2002 wurde ihm postum der Kunstpreis Finkenwerder verliehen.

## Werke
- Vier Vierecke im Geviert 1969, Terrasse der Neuen Nationalgalerie, Berlin
- Two Rectangles Vertical Gyratory Down, 1970, Berlin
- Two lines oblique, 1970, DAAD, Bonn (ehemals Kennedyallee, seit 2010 Ahrstraße)
- Three Lines Diagonal Jointed, 1984, Sendesaal des Hessischen Rundfunks, Frankfurt am Main
- Two Lines Excentric Jointed With Six Angels, 1987, Berlin Skulpturenboulevard
- Conversation, 1999, Ludwigshafen am Rhein
- Four Rectangles Oblique IV, 1984, Campus Riedberg der Johann-Wolfgang-Goethe-Universität Frankfurt
- Rechtecke in der Diagonale, 1984, kinetisches Objekt, Außenwand der Malschule der Kunsthalle Emden
- Lunge, Acht-Schiffiges Spiel im Trigon-Gebäude Berlin
- Ohne Titel, Kinetische Skulptur, Kunsthalle Bielefeld